# ميخائيل هاولت
ميخائيل هاولت هو سياسي أمريكي، ولد في 30 أغسطس 1914 في شيكاغو في الولايات المتحدة، وتوفي بنفس المكان في 4 مايو 1992 بسبب قصور كلوي. نشط حزبياً في الحزب الديمقراطي. وقد انتخب Illinois Comptroller ‏ وانتخب Illinois Secretary of State ‏.